# Incidente dell'Ilyushin Il-62 di Chosonminhang del 1983
L'incidente dell'Il-62 di Chosonminhang del 1983 si verificò il 1º luglio 1983, quando un Ilyushin Il-62M affiliato alla compagnia di bandiera aerea della Corea del Nord Air Koryo, all'epoca nota come Chosonminhang, si schiantò sul terreno montuoso in Guinea, nell'Africa occidentale. Tutte le 23 persone a bordo persero la vita. L'aereo stava volando da Pyongyang con materiali da costruzione e numerosi lavoratori in vista del vertice dell'Organizzazione dell'Unità Africana del 1984, tenutasi l'anno successivo. Rimane il peggior incidente aereo nella storia della Guinea e la decima perdita operativa di un Il-62 dalla sua introduzione.

## L'aereo
Il P-889 era un Ilyushin Il-62M di fabbricazione sovietica prodotto dall'impianto aeronautico di Kazan' all'inizio del 1981. Fu venduto alla Chosonminhang (ora Air Koryo) lo stesso anno. Ad eccezione di un decollo interrotto nel 1982 a causa di un portello di carico apertosi inavvertitamente, l'aereo non aveva subito alcun incidente.

## Il volo
Il 1 luglio 1983 il P-889 stava trasportando del materiale edile, oltre a diversi operai edili e tecnici, da Pyongyang, in Corea del Nord, per completare i lavori su una sala in vista del ventesimo vertice dell'Organizzazione dell'Unità Africana che si sarebbe tenuto a Conakry, in Guinea, nel maggio 1984. Il P-889 compì due fermate intermedie sul tragitto per la Guinea, fermandosi a Kabul e al Cairo per rifornirsi di carburante.

## L'incidente
L'Ilyushin si schiantò nella regione dell'altopiano guineano di Futa Jalon, vicino alla città di Labé, 160 miglia a nord-ovest dell'Aeroporto Internazionale di Conakry. Tutti i 23 occupanti a bordo rimasero uccisi. Costituì il primo incidente mortale di Chosonminhang (il primo noto). La notizia dell'incidente si diffuse a rilento per via delle difficoltà nel raggiungere il luogo dell'incidente. Sebbene la causa dell'incidente non sia mai stata resa pubblica, si sospetta un errore del pilota aggravato dalla fatica.
Una delegazione di alto livello di funzionari del governo guineano si recò in Corea del Nord poco dopo l'incidente per porgere le condoglianze ufficiali a Kim Il-sung.